# Desoxyadenosin
Desoxyadenosin, genauer 2′-Desoxyadenosin ist eine natürlich vorkommende, farb- und geruchlose chemische Verbindung. Desoxyadenosin ist einer der vier Nukleosidbausteine, aus denen DNA aufgebaut ist, und trägt das Kürzel dA. Es besteht aus der Nukleinbase Adenin und dem Zucker Desoxyribose. Das Analogon mit Ribose ist das Adenosin.
Desoxyadenosin bildet mit Desoxythymidin ein Basenpaar.

Strukturformel eines A-T-Basenpaars